# Eriogonum multiflorum
Eriogonum multiflorum är en slideväxtart som beskrevs av George Bentham. Eriogonum multiflorum ingår i släktet Eriogonum och familjen slideväxter. Utöver nominatformen finns också underarten E. m. riograndis.